# Ласло Шойом
Ласло Шойом (на унгарски: Sólyom László) е унгарски политик, президент на Унгарската република от 5 август 2005 г. до 5 август 2010 г.

## Образование и наука
Завършва висшето си образование през 1964 г. във Факултета по право на Печския университет. През 1965 г. придобива второ висше образование по библиокетарство.
През 1975 г. става кандидат на юридическите науки, от 1981 е доктор на юридическите науки. От 2001 г. е член-кореспондент на Унгарската академия на науките, неин академик е от 2013 г.
Преподавател е по гражданско право в 2 будапещенски висши училища: Университета на науките „Йотвьош Лорант“ и Католическия университет „Пазман Петер“.

## Политическа дейност
Ласло Шойом от началото на 1980-те години участва в нелегалната опозиция, става правен консултант на нелегалната природозашитна огранизация „Кръг Дунав“.
Основател е на партията Унгарски демократичен форум. Участва в преговорите на Кръглата маса през 1989 г. като един от представителите на тази партия.
От 1 януари 1990 г. е избран за член на новосъздадения Конституционен съд и става първият негов председател. След изтичане на мандата му на конституционен съдия през 1998 г. се оттегля от активната политика, участва в няколко екологични движения.
Избран е от унгарския парламент за президент на Унгария, считано от 5 август 2005 г.